# Ameractis chirogona
Ameractis chirogona är en mångfotingart som beskrevs av Henrik Enghoff 1982. Ameractis chirogona ingår i släktet Ameractis och familjen tråddubbelfotingar. Inga underarter finns listade i Catalogue of Life.